# Горчаков, Никита Дмитриевич (воевода)
Князь Никита Дмитриевич Горчаков — стольник и воевода во времена правления Михаила Фёдоровича и Алексея Михайловича.
Сын князя Дмитрия Петровича Горчакова. Имел брата стольника и воеводу князя Василия Дмитриевича и сестру княжну Фёклу Дмитриевну.

## Биография
Стольник патриарха Филарета (1627). Стряпчий (1636-1640). Пожалован в стольники (1658). При отъезде Государя в Угрешский монастырь, оставался в Москве, дневал и ночевал на государевом дворе, в числе стряпчих (июль 1634). Участвовал в церемонии принятия персидского посла (05 февраля 1639). Дневал и ночевал на государевом дворе, при поездке Государя в Троице-Сергиев монастырь (22 сентября 1646). Сопровождал Государя на богомолье в Троице-Сергиев монастырь (сентябрь 1651). Стольник и воевода в Устюге-Великом (1657-1658).
Владел двором в Москве в Белом городе, поместьями и вотчинами в Нижегородском и Каширском уездах.
Жена: Агафья Романовна урождённая Ханыкова, боярыня царицы Агафьи Симеоновны.